# Riu Kemi
El riu Kemi o també Kemijoki (en finès: Kemijoki, suec: Kemi älv suec: Kemi älv, finès: Kemijoki sami septentrional: Giemajohka) és el riu més llarg de Finlàndia i flueix per 550 km. Discorre a través de les ciutats de Kemijärvi i Rovaniemi abans d'arribar a la ciutat de Kemi, lloc de desembocadura a la badia de Bòtnia, la part més al nord del golf de Bòtnia. Drena una gran conca de 51.127 km², que inclou la major part de la Lapònia finlandesa i una part més petita de territori rus i noruec. El cabal mitjà a la desembocadura és de 556 m³/s.

## Geografia
El riu Kemi neix per sobre de Kemihaara, de la confluència de tres fonts, el riu Naltiohaara, el Keskihaara i Kemihaara, en el municipi de Savukoski, a l'est de Lapònia. Des d'allí flueix en direcció sud-oest a través del paisatge de Lapònia i recull diversos afluents. A Savukoski rep el Tenniöjoki (125 km); en Pelkosenniemi, rep al Vuotos i al Kitinen (278 km), qui poc abans s'havia unit amb el Luiro (227 km). En el municipi de Kemijärvi el riu flueix a través del llac Kemijärvi (de 285 km²). En la confluència del Kemi i el seu principal afluent, el Ounasjoki (299,6 km), hi ha la capital de la regió de la Lapònia finlandesa, Rovaniemi. A la ciutat portuària de Kemi el riu desguassa a la badia de Bòtnia, la part més al nord del golf de Bòtnia. El riu és molt ampli, sobretot en el seu curs inferior.

## Centrals hidroelèctriques
La primera central hidroelèctrica en el Kemi va ser construïda el 1946, a Isohaara. Fins ara, s'han construït un total de 15 plantes hidroelèctriques. Totes les plantes són propietat de Kemijoki Oy i Pohjolan Voima Oy. El 2003, les plantes van produir un total de 4,3 TWh, que representa aproximadament el 34,5% del total de la producció hidroelèctrica de Finlàndia. Per tal de regular la quantitat d'aigua per alimentar aquestes centrals hidroelèctriques es van construir els grans embassaments de Lokka (en el riu Luiro) i Porttipahta (en el riu Kitinen), els dos més grans del país.